# Masa de Jrushchov
La masa de Jruschov (también denominado a veces como pan de Jruschov y en ruso: хрущёвское тесто; transliterado, jruschóvskoe testo) es un estilo de fabricación de pan que nació en la Unión Soviética cuando se introdujo el racionamiento de harina debido a un fallo en la producción en 1963 cuando gobernaba Nikita Jrushchov. La idea era muy sencilla: para evitar el descontento de la población se metió aire a presión en las masas de pan para que tras el horneado tuvieran un tamaño mayor y no se notase la deficiencia de harina a simple vista, esta forma de elaborar el pan acabó siendo denominado pan de Jruschov o incluso pastel de Jruschov. El pan tenía una gran burbuja de aire en su interior. Durante los años 1963-1964 este pan se hizo muy popular en las mesas de celebración del año nuevo.